# Tri stupide
En informatique, le tri stupide, également appelé tri du singe ou bogo-tri ou bogosort, est un algorithme de tri particulièrement inefficace. Il est présenté pour des raisons pédagogiques, par comparaison aux méthodes de tri traditionnelles, ou comme exercice.

## Algorithme
Le tri stupide consiste à vérifier si les éléments sont ordonnés et s'ils ne le sont pas, à les mélanger aléatoirement, puis à recommencer autant de fois que nécessaire.
```
 
fonction
 tri_stupide (liste)
    
tant que
 la liste n'est pas triée
        mélanger aléatoirement les éléments de la liste
```

L'algorithme est probabiliste, plus précisément c'est un algorithme de Las Vegas.

## Complexité
Si tous les éléments sont distincts deux à deux,  il y a {\displaystyle n!} façons différentes de ranger {\displaystyle n} éléments distincts dans une liste. Nous avons donc {\displaystyle 1/n!} chance qu'une itération donnée de la boucle trie la liste.
Cet algorithme fait essentiellement deux types d'opérations : des comparaisons et des mélanges.  Si les éléments sont distincts deux à deux, le nombre moyen de comparaisons est asymptotiquement équivalent à {\displaystyle (e-1)n!} et le nombre moyen de mélanges est égal à {\displaystyle (n-1)n!}.
Le pire cas n'est pas borné, pour la même raison qu'une pièce de monnaie peut tomber arbitrairement longtemps sur pile, mais la probabilité qu'il survienne est nulle. Cependant, le temps d'exécution moyen est fini, selon la même conclusion que celle du paradoxe du singe savant.